# Stanislas Padlewski
Stanislas Padlewski (Stanisław Padlewski en polonais), né à Ochmatów (uk) - localité de l'actuel oblast ukrainien de Tcherkassy - le 20 septembre 1857 et mort à San Antonio (Texas) le 28 octobre 1891, est un révolutionnaire et assassin russe d'origine polonaise.

## Biographie
Stanislas Padlewski est le fils d'un officier polonais mort en prison après la répression de l'insurrection de 1863. D'autres membres de sa famille (son oncle et son cousin) auraient également été fusillés lors de l'écrasement cette révolte par les troupes russes.
Après avoir étudié à Lemberg, en Galicie austro-hongroise, jusqu'en 1876, Stanislas prit part aux combats des Balkans contre les Ottomans, comme de nombreux autres ressortissants de l'Empire russe engagés dans l'armée serbe.

Il reprit ensuite ses études à Cracovie, mais, soupçonné d'appartenir à un mouvement révolutionnaire, il fut expulsé en 1879. Il se réfugia alors en Suisse, à Zurich puis à Berne, où il rencontra plusieurs compatriotes en exil, dont le nihiliste Mendelsohn. Il vint une première fois à Paris en janvier 1882, où il travailla comme compositeur dans une imprimerie. En septembre de la même année, il se rendit à Posen, en Pologne prussienne, où il fut arrêté et condamné en 1883 à trois ans de prison pour avoir diffusé des brochures subversives sous le faux nom de Victor Dizem.

Expulsé après avoir purgé sa peine, Padlewski retourna en France vers 1886. Il s'installa dans un logement modeste de la rue Simart, dans le quartier parisien de Montmartre.

### Assassinat de Seliverstov (1890)

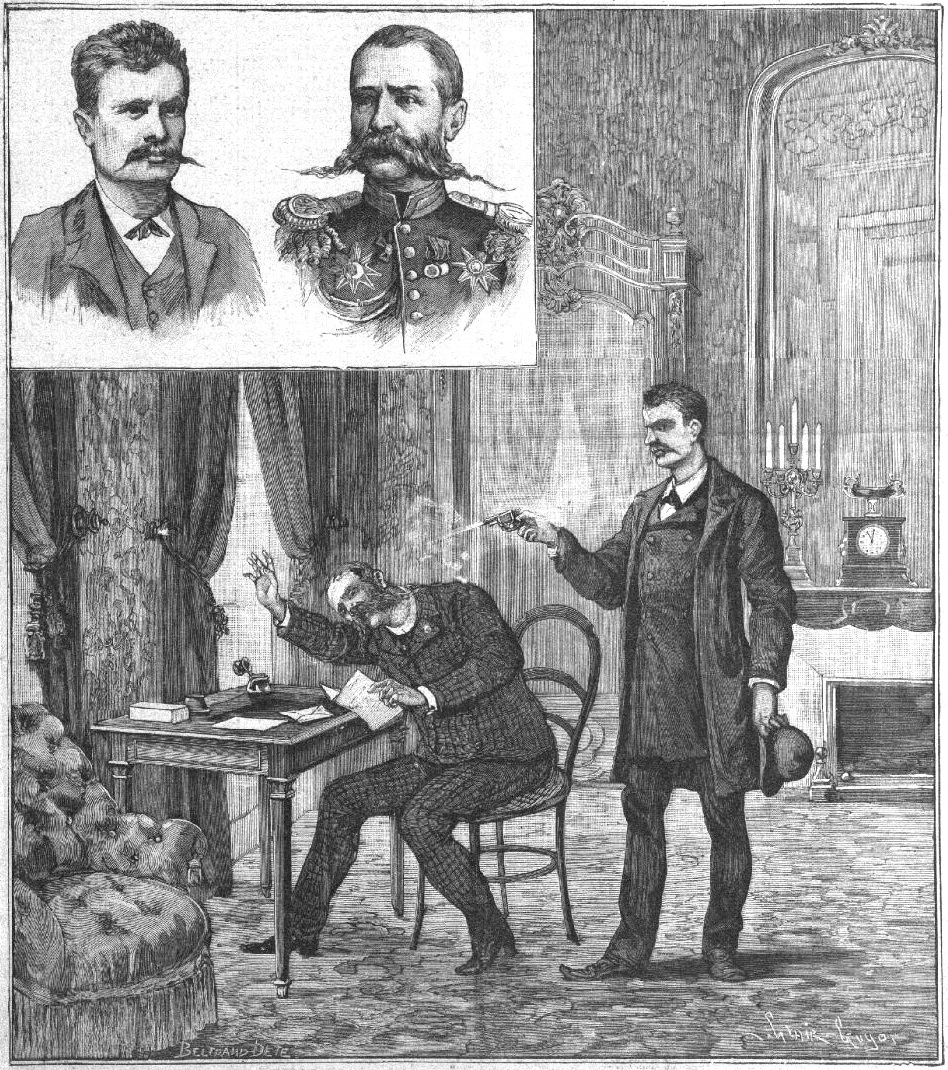
Gravure du supplément illustré du Petit Parisien (30 novembre 1890).

C'est à Paris, le 18 novembre 1890, que Padlewski assassina le général Seliverstov, ancien chef-adjoint (1878-1880) de la « Troisième section » de la chancellerie impériale, la police secrète russe remplacée par la suite par l'Okhrana.
Padlewski aurait agi pour venger l'arrestation de plusieurs de ses camarades révolutionnaires : en mai, les policiers français avaient appréhendé plusieurs nihilistes russes qui préparaient des explosifs dans le bois de Montfermeil. Très vite, certains militants ayant échappé à ce coup de filet avaient suspecté Seliverstov d'être le chef des mouchards et des agents provocateurs à l'origine de l'opération. Padlewski se serait alors chargé d'exécuter la « justice » révolutionnaire tout en vengeant les membres de sa famille victimes de l'oppression russe.

Ce mobile a cependant été remis en question par Élie de Cyon. Outre ses doutes quant à la responsabilité réelle de Seliverstov dans la rafle du mois de mai, Élie de Cyon estime que les nihilistes n'auraient eu aucun intérêt à compromettre ainsi l'asile politique que leur offrait la France. Selon ce même auteur, Padlewski aurait surtout cherché à saboter les prémices de l'alliance franco-russe, dans lesquels les patriotes polonais voyaient l'abandon définitif de la cause polonaise par la France.

L'assassinat aurait également pu être dicté par des motifs plus personnels : Padlewski, amoureux de l'épouse de l'un de ses camarades, aurait voulu exister aux yeux de celle-ci par ce coup d'éclat ou se sacrifier au nom de cette passion sans espoir.
Afin de pouvoir approcher le général, Padlewski se fit engager par un autre expatrié russe en relation avec Seliverstov, Michel de Bernoff, directeur du cercle franco-russe. Le 18 novembre, il réussit ainsi à se faire envoyer comme commissionnaire à l'hôtel de Bade, boulevard des Italiens, où résidait le général, et, au cours d'un entretien privé avec celui-ci, le blessa mortellement d'un coup de feu tiré à bout portant.

### Cavale (1890-91)

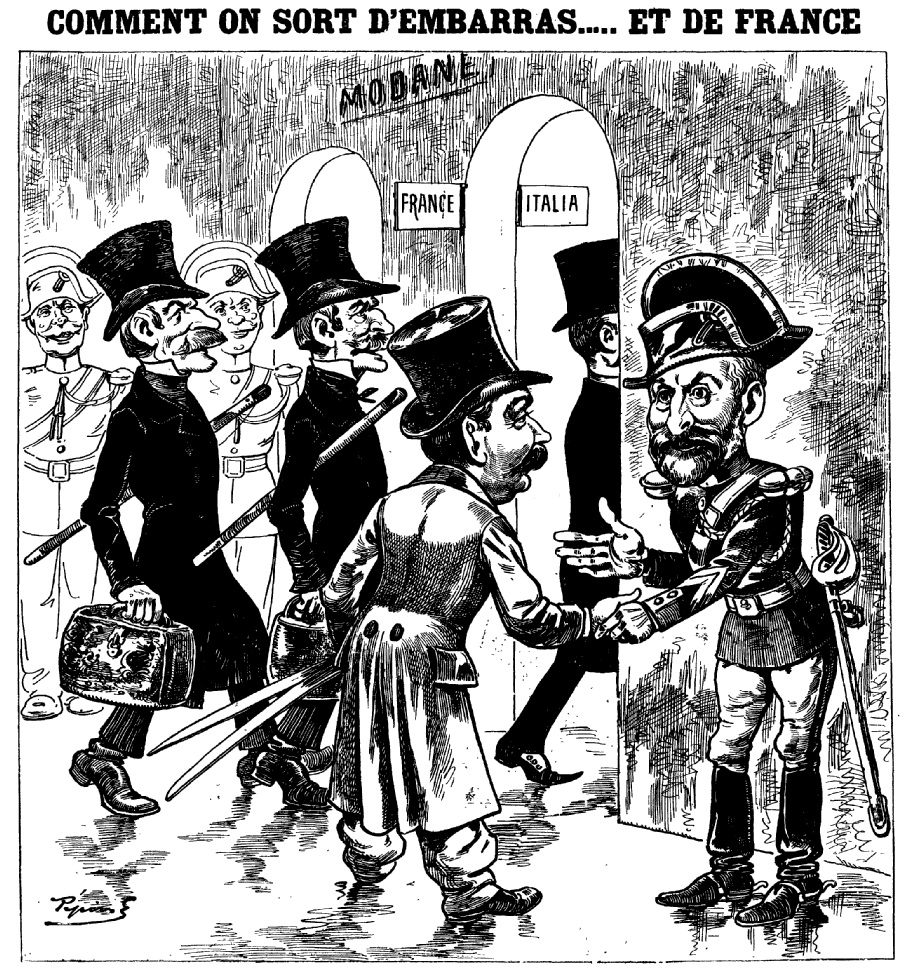
Le duelliste Labruyère faisant évader Padlewski (caricature de Pépin).

Ayant réussi à fuir le lieu du crime sans éveiller l'attention des domestiques, Padlewski trouva tout d'abord refuge rue Véronèse, chez une journaliste socialiste internationaliste connue pour être la protectrice des réfugiés politiques, Angèle Duc-Quercy, puis au no 13 de la rue du Jura, auprès de Fernand Grégoire, ancien secrétaire de la rédaction du Radical Algérien (journal dont l'époux de Mme Duc-Quercy, Antoine Duc-Quercy, alors en voyage à Berlin, avait été le rédacteur en chef).

Le 21 novembre, les protecteurs du révolutionnaire firent appel à une célèbre consœur, Séverine, qui parvint à convaincre son compagnon et confrère Georges de Labruyère d'aider Padlewski à échapper à la police.

Ancien sous-officier de cavalerie connu pour ses nombreux duels au sabre, Labruyère prétexta une rencontre au Tyrol pour traverser la frontière italienne à Modane en compagnie de ses témoins et de son médecin personnel, un certain « docteur Wolff », qui n'était autre que Padlewski déguisé et teint en blond. Accompagné par son sauveur jusqu'à Trieste, Padlewski s'embarqua pour Palerme avec l'intention d'y prendre un bateau pour l'Amérique.
Cette version de l'exfiltration de l'assassin polonais a été mise en doute en janvier 1891, lors de l'acquittement en appel de Georges de Labruyère, les juges ayant supposé que le journaliste s'était vu confier un faux Padlewski pour mieux brouiller les pistes, tandis que le véritable fugitif avait pris la route de Palerme en compagnie de M. Grégoire, ce dernier n'ayant pas encore regagné la France au moment du procès de ses complices.
Après s'être embarqué à Palerme pour Malte, Padlewski poursuivit sa cavale à Gibraltar, où il vécut misérablement. Il trouva ensuite refuge aux États-Unis d'Amérique, dans l’État du Texas où, sous le nom d'Otto Hauser, il travailla quelque temps dans une exploitation agricole avant de s'installer à San Antonio. Dans cette dernière ville, il fut employé par un certain Engelke, chez lequel il resta jusqu'au 4 octobre. Se sentant abandonné par ses compagnons de lutte alors que ceux-ci, à l'instar de la police, n'avaient pas réussi à retrouver sa trace, Padlewski succomba au désespoir et mit fin à ses jours en se tirant dans la tête avec un revolver.
Selon Marie-François Goron, chef de la Sûreté parisienne au moment des faits, le gouvernement français aurait fermé les yeux sur la fuite rocambolesque de Padlewski, car un acquittement éventuel, par un jury d'assises, de l'assassin (non extradable) de Seliverstov aurait pu nuire au rapprochement franco-russe. Le même Goron a réfuté l'hypothèse du leurre confié à Labruyère en affirmant que l'arme retrouvée après le suicide était un revolver donné à Padlewski par le journaliste parisien.